# Episodi di Law & Order - I due volti della giustizia (ventiquattresima stagione)
La ventiquattresima stagione della serie televisiva Law & Order - I due volti della giustizia, composta da 22 episodi, è stata trasmessa in prima visione negli Stati Uniti d'America dal 3 ottobre 2024 al 15 maggio 2025. su NBC.
In Italia la stagione è inedita.
| n. | Titolo originale       | Titolo italiano | Prima TV USA     | Prima TV Italia |
| -- | ---------------------- | --------------- | ---------------- | --------------- |
| 1  | Catch and Kill         |                 | 3 ottobre 2024   |                 |
| 2  | The Perfect Man        |                 | 10 ottobre 2024  |                 |
| 3  | Big Brother            |                 | 17 ottobre 2024  |                 |
| 4  | The Meaning of Life    |                 | 24 ottobre 2024  |                 |
| 5  | Report Card            |                 | 31 ottobre 2024  |                 |
| 6  | Time Will Tell         |                 | 7 novembre 2024  |                 |
| 7  | Truth and Consequences |                 | 14 novembre 2024 |                 |
| 8  | Bad Apple              |                 | 21 novembre 2024 |                 |
| 9  | Enemy of the State     |                 | 16 gennaio 2025  |                 |
| 10 | Greater Good           |                 | 23 gennaio 2025  |                 |
| 11 | The Hardest Thing      |                 | 30 gennaio 2025  |                 |
| 12 | Duty to Protect        |                 | 13 febbraio 2025 |                 |
| 13 | In God We Trust        |                 | 20 febbraio 2025 |                 |
| 14 | A Price to Pay         |                 | 27 febbraio 2025 |                 |
| 15 | Crossing Lines         |                 | 13 marzo 2025    |                 |
| 16 | Folk Hero              |                 | 20 marzo 2025    |                 |
| 17 | A Perfect Family       |                 | 3 aprile 2025    |                 |
| 18 | Inherent Bias          |                 | 10 aprile 2025   |                 |
| 19 | Play With Fire Part 1  |                 | 17 aprile 2025   |                 |
| 20 | Sins of the Father     |                 | 1º maggio 2025   |                 |
| 21 | Tough Love             |                 | 8 maggio 2025    |                 |
| 22 | Look the Other Way     |                 | 15 maggio 2025   |                 |